# Alcis nigrifasciata
Alcis nigrifasciata är en fjärilsart som beskrevs av Alfred Ernest Wileman 1912. Alcis nigrifasciata ingår i släktet Alcis och familjen mätare. Inga underarter finns listade i Catalogue of Life.